# USS Mayrant (DD-402)
USS Mayrant (DD-402) là một tàu khu trục lớp Benham được Hải quân Hoa Kỳ chế tạo vào cuối những năm 1930. Nó là chiếc tàu chiến thứ hai của Hải quân Hoa Kỳ được đặt tên theo John Mayrant (1762-1836), người từng tham gia cuộc Chiến tranh Cách mạng Hoa Kỳ. Mayrant đã hoạt động trong suốt Chiến tranh Thế giới thứ hai, được cho ngừng hoạt động sau khi chiến tranh kết thúc, tham gia cuộc thử nghiệm bom nguyên tử tại đảo san hô Bikini năm 1946, rồi bị đánh đắm ngoài khơi Kwajalein do đã nhiễm phóng xạ nặng vào năm 1948.

## Thiết kế và chế tạo
Mayrant được đặt lườn tại Xưởng hải quân Boston ở Boston, Massachusetts vào ngày 15 tháng 4 năm 1937. Nó được hạ thủy vào ngày 14 tháng 5 năm 1938; được đỡ đầu bởi bà E. Sheely, một hậu duệ của Thuyền trưởng John Mayrant; và được đưa ra hoạt động vào ngày 19 tháng 9 năm 1939 dưới quyền chỉ huy của Thiếu tá Hải quân E. A. Taylor.

## Lịch sử hoạt động

### Trước chiến tranh
Vào mùa Hè năm 1940, sau một giai đoạn chạy thử máy và huấn luyện kéo dài, Mayrant đã hộ tống Tổng thống Franklin D. Roosevelt trong chuyến đi thị sát các căn cứ phòng thủ dọc bờ Đông. Đến cuối năm đó, nó lại hộ tống cho chuyến đi của vị Tổng tư lệnh viếng thăm các căn cứ mới sở hữu được từ Anh Quốc theo Thỏa thuận đổi tàu khu trục lấy căn cứ.
Vào mùa Xuân năm tiếp theo 1941, khi Hoa Kỳ ngày càng can dự sâu hơn vào cuộc xung đột tại Châu Âu, Hải quân tăng cường các hoạt động để duy trì các tuyến hàng hải. Vào tháng 5, phạm vi của các cuộc Tuần tra Trung lập được mở rộng, và Hải quân dần dần gia tăng trách nhiệm đối với các đoàn tàu vận tải vượt đại dương. Đến tháng 9, họ chính thức bảo vệ các đoàn tàu cho đến tận Iceland, và kéo dài các cuộc tuần tra của Lực lượng Hỗ trợ Hạm đội Đại Tây Dương, vốn được phân nhiệm vụ này. Trong thành phần đó, Mayranthoạt động ngoài khơi Newfoundland trong mùa Xuân và mùa Hè. Vào tháng 8, nó canh phòng trong lúc diễn ra cuộc hội nghị Hiến chương Đại Tây Dương, và sau khi hội nghị kết thúc đã hộ tống cho thiết giáp hạm HMS Prince of Wales đưa Thủ tướng Winston Churchill quay trở về Anh. Vào cuối tháng 10, nó tham gia một đoàn tàu vận tải đi từ Halifax đến Cape Town; và hai ngày sau khi lên đường quay trở về, 7 tháng 12 năm 1941, nó nhận được tin tức về việc Hoa Kỳ tham gia Thế Chiến II.

### 1942
Mayrant sau đó tham gia cùng các tàu chiến của Hải quân Hoàng gia Anh để bảo vệ các đoàn tàu chuyển quân Anh và Canada đi Nam Phi. Nó quay trở về Hoa Kỳ vào tháng 1 năm 1942, và trong năm tháng tiếp theo sau làm nhiệm vụ hộ tống vận tải tại Bắc Đại Tây Dương. Đến tháng 4, nó lên đường đi nơi nó gia nhập Hạm đội Nhà. Hoạt động như một đơn vị của hạm đội này, nó tham gia các hoạt động tại eo biển Đan Mạch nhằm truy tìm thiết giáp hạm Đức Tirpitz cũng như hộ tống nhiều đoàn tàu Vận tải Bắc Cực đi sang Murmansk, Nga.
Mayrant quay trở lại vùng bờ Đông vào tháng 7, và lập tức sử dụng kinh nghiệm chiến đấu của mình vào việc thực tập huấn luyện chống tàu ngầm tại vùng biển Caribe. Được thay phiên trong vai trò này vào tháng 10, nó quay trở lại nhiệm vụ hộ tống vận tải, bảo vệ một đoàn tàu chuyển quân đi Bắc Phi vào tháng 11, tuần tra bảo vệ cho lực lượng tấn công trong trận hải chiến ngoài khơi Casablanca trong các ngày 8 và 9 tháng 11, rồi tiếp tục hỗ trợ đảm bảo an toàn cho tuyến đường tiếp liệu đến khu vực này cho đến đầu năm mới 1943.

### 1943
Sau thành công của chiến dịch Bắc Phi, Mayrant quay trở lại nhiệm vụ hộ tống vận tải dọc bờ Đông, trước khi lại đi sang vùng biển Bắc Phi vào tháng 5. Băng qua eo biển Gibraltar, nó đi đến Mers-el Kebir vào ngày 23 tháng 5, và trong suốt tháng 6 đã hoạt động dọc theo bờ biển Bắc Phi từ Oran đến Bizerte, hộ tống các đoàn tàu vận tải và tuần tra chống tàu ngầm. Vào ngày 14 tháng 7, nó chuyển căn cứ hoạt động lên phía Bắc đến Sicily.
Đang khi tuần tra phòng không ngoài khơi Palermo vào ngày 26 tháng 7, Mayrant bị máy bay ném bom bổ nhào của Không quân Đức tấn công. Một quả bom ném suýt trúng chỉ cách mũi tàu 1–2 thước Anh (0,91–1,83 m) đã khiến nó bị hư hại nghiêm trọng. Mạn tàu bị vỡ và các khoang động cơ bị ngập nước; tuy nhiên, nhờ nỗ lực hết sức của thủy thủ đoàn cũng như sự trợ giúp của các tàu lân cận bằng việc giúp bơm nước và cung cấp điện, nó vẫn tiếp tục nổi được, và phải được kéo quay trở về Palermo. con tàu bị tổn thất năm người chết và 18 người khác bị thương. Hạm phó của con tàu, Franklin Delano Roosevelt, Jr., sau đó được tặng thưởng huân chương Ngôi sao bạc do hành động anh dũng để cứu con tàu. Trong cảng, các tấm đệm được chèn lấp các lỗ thủng bên mạn tàu; và cho dù trong tình trạng hư hại, dàn pháo hạng hai của nó vẫn giúp đẩy lui nhiều cuộc không kích của Không quân Đức xuống Palermo trong tuần tiếp theo. Vào ngày 9 tháng 8, nó được kéo đến Malta để được sửa chữa tạm thời; và sau khi hoàn tất vào ngày 14 tháng 11, nó lên đường đi Charleston, South Carolina để được sửa chữa triệt để.

### 1944–1945
Trở lại tình trạng hoạt động vào ngày 15 tháng 5 năm 1944, Mayrant rời Charleston để đi Casco Bay, Maine. Trong năm tiếp theo nó chủ yếu hoạt động dọc theo vùng bờ Đông, hộ tống các tàu tuần dương và tàu sân bay mới trong các chuyến đi chạy thử máy cũng như hộ tống các đoàn tàu vận tải ven biển. Nó thực hiện hai chuyến hộ tống vận tải sang Địa Trung Hải vào giai đoạn này. Đang khi tuần tra ngoài khơi New England vào ngày 5 tháng 4 năm 1945, nó đã đi đến trợ giúp cho chiếc tàu chở hàng Atlantic States vốn bị trúng ngư lôi ngoài khơi. Cho dù thời tiết rất xấu, chiếc tàu khu trục chuyển một số thủy thủ sang chiếc tàu buôn bị mất động lực rồi kéo nó, chống chọi lại sóng to gió lớn nhằm giữ cho Atlantic States không bị trôi dạt và đắm, cho đến khi các tàu kéo được cử đến trợ giúp hai ngày sau đó.
Khi chiến tranh tại châu Âu sắp kết thúc, Mayrant được chuyển sang Hạm đội Thái Bình Dương; đi đến Trân Châu Cảng vào ngày 21 tháng 5, và bắt đầu được huấn luyện khẩn trương để bắn phá bờ biển và hoạt động ban đêm. Nó lên đường đi Ulithi vào ngày 2 tháng 6, hộ tống các đoàn tàu đi Iwo Jima, Okinawa và Saipan. Sau khi xung đột kết thúc, nó được cử ra để tiếp nhận sự đầu hàng của binh lính Nhật trú đóng trên Marcus, một đảo bị bỏ qua và cô lập tại Trung tâm Thái Bình Dương. Sau khi đảo chính thức đầu hàng vào ngày 31 tháng 8, nó phục trách việc giải cứu máy bay tại khu vực các quần đảo Marshall và Mariana.

### Sau chiến tranh
Vào ngày 30 tháng 12, Mayrant đi đến San Diego và ở lại đây một thời gian ngắn rước khi quay trở lại khu vực Trung tâm Thái Bình Dương. Được chọn như một tàu thử nghiệm tham gia Chiến dịch Crossroads, cuộc thử nghiệm bom nguyên tử tại đảo san hô Bikini thuộc quần đảo Marshall; nó đi đến nơi thử nghiệm vào ngày 31 tháng 5 năm 1946. Cho dù sống sót qua cả hai cuộc thử nghiệm nổ trên không và nổ ngầm dưới nước, con tàu bị nhiễm phóng xạ nặng, nên được cho xuất biên chế tại Bikini vào ngày 28 tháng 8 năm 1946. Cuối cùng nó bị đánh chìm ngoài khơi Kwajalein vào ngày 4 tháng 4 năm 1948; và tên nóđược cho rút khỏi danh sách Đăng bạ Hải quân vào ngày 30 tháng 4 năm 1948.

## Phần thưởng
Mayrant được tặng thưởng ba Ngôi sao Chiến trận do thành tích phục vụ trong Chiến tranh Thế giới thứ hai.